# Tithonien
| Systeem                              | Serie           | Etage         | Ouderdom (Ma) |
| ------------------------------------ | --------------- | ------------- | ------------- |
| Krijt                                | Vroeg           | Berriasien    | Jonger        |
| Jura                                 | Boven (Malm)    | Tithonien     | 145,0–152,1   |
| Jura                                 | Boven (Malm)    | Kimmeridgien  | 152,1–157,3   |
| Jura                                 | Boven (Malm)    | Oxfordien     | 157,3–163,5   |
| Jura                                 | Midden (Dogger) | Callovien     | 163,5–166,1   |
| Jura                                 | Midden (Dogger) | Bathonien     | 166,1–168,3   |
| Jura                                 | Midden (Dogger) | Bajocien      | 168,3–170,3   |
| Jura                                 | Midden (Dogger) | Aalenien      | 170,3–174,1   |
| Jura                                 | Onder (Lias)    | Toarcien      | 174,1–182,7   |
| Jura                                 | Onder (Lias)    | Pliensbachien | 182,7–190,8   |
| Jura                                 | Onder (Lias)    | Sinemurien    | 190,8–199,3   |
| Jura                                 | Onder (Lias)    | Hettangien    | 199,3–201,3   |
| Trias                                | Boven           | Rhaetien      | Ouder         |
| Indeling van het Jura volgens de ICS |                 |               |               |

Het geologisch tijdperk Tithonien (Vlaanderen: Tithoniaan) is de jongste tijdsnede in het Laat-Jura. Het Tithonien, of Tithoon, duurde van 152,1 ± 0,9 tot 145,0 ± 0,8 Ma. Het volgt na/op het Kimmeridgien en na het Tithonien komt het Berriasien in het Onder-Krijt.
Het Tithonien was oorspronkelijk een etage uit de stratigrafie van Zuid-Europa, die overeenkwam met het Volgien van Noord-Europa en het Portlandian en Onder-Purbeckian van Engeland. Tegenwoordig wordt de naam Tithonien in de stratigafie van heel Europa gebruikt en is dan de top van het chronostratigrafische systeem Jura.

## Naamgeving
Het Tithonien is in 1865 door de Duitse paleontoloog Albert Oppel genoemd naar Tithonos, die in de Griekse mythologie de zoon was van koning Laomedon van Troje. Tithonos werd verliefd op Eos, de Griekse godin van de dageraad. Omdat het Tithonien het laatste Jurassische tijdvak is, is het de "dageraad" van het Krijt.
De basis van het Tithonien wordt gedefinieerd door het eerste voorkomen van de ammoniet Hybonoticeras hybonotum, het eerste voorkomen van Gravesia genus en het begin van de magnetische chronozone M22An. De top wordt gedefinieerd door het eerste voorkomen van de ammoniet Berriasella jacobi.

## Dieren uit het Tithonien

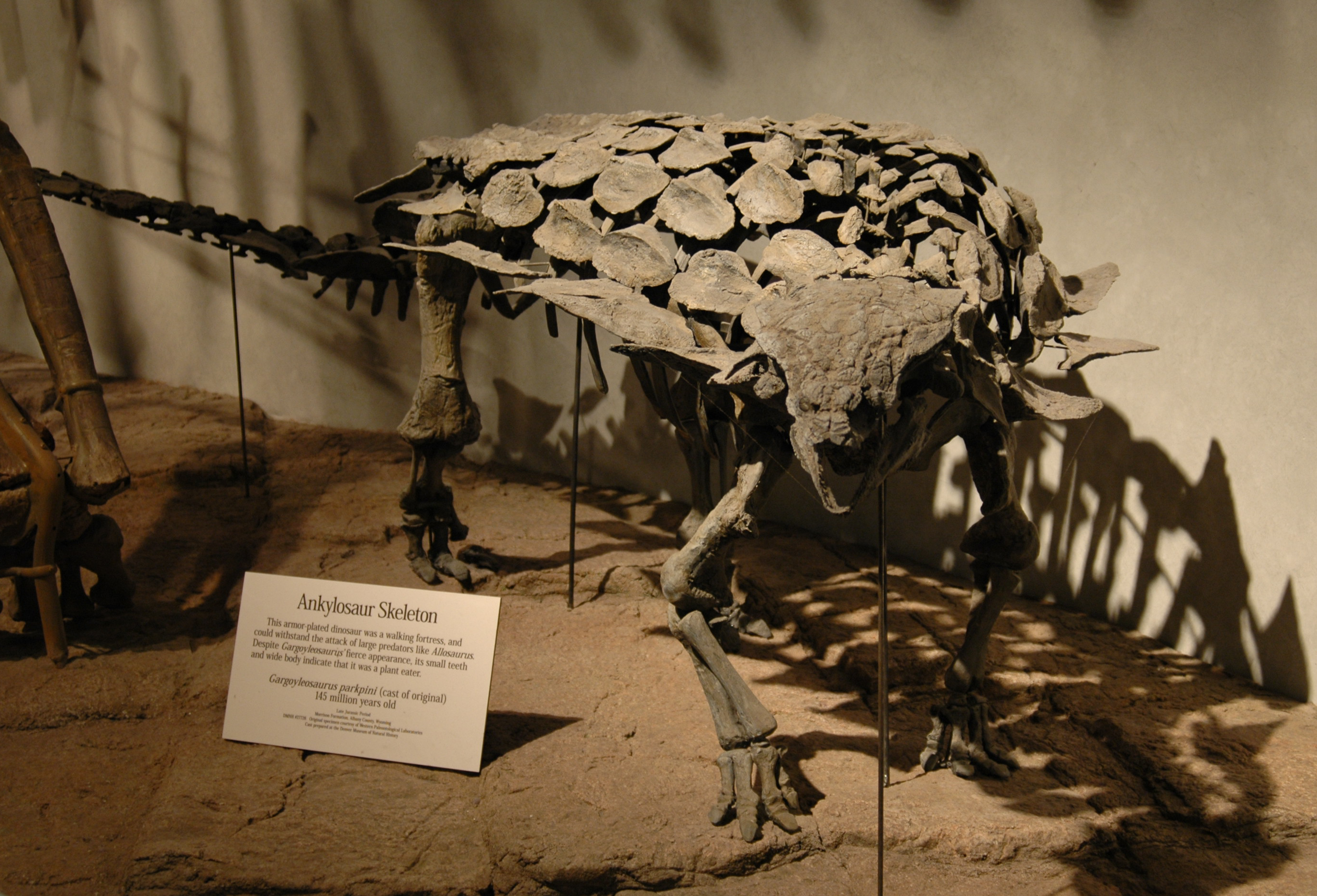
Skelet van Gargoyleosaurus
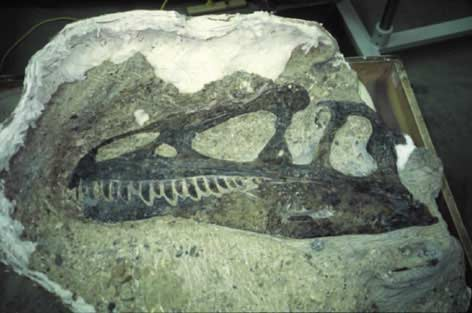
Fossiel van schedel van Allosaurus
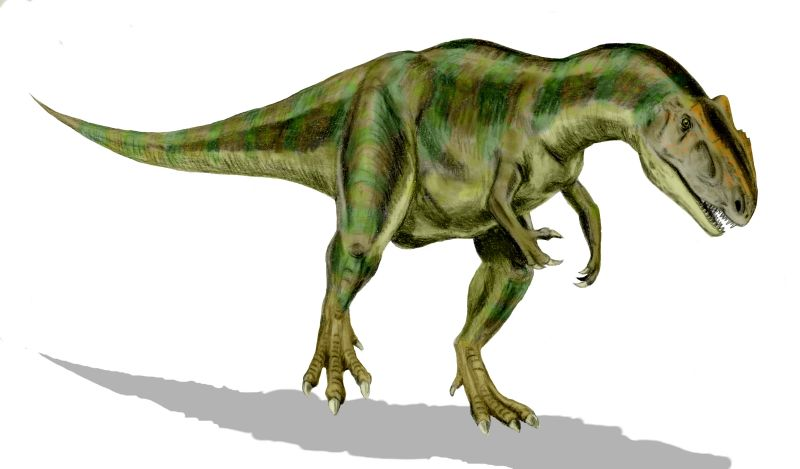
Schets van Allosaurus
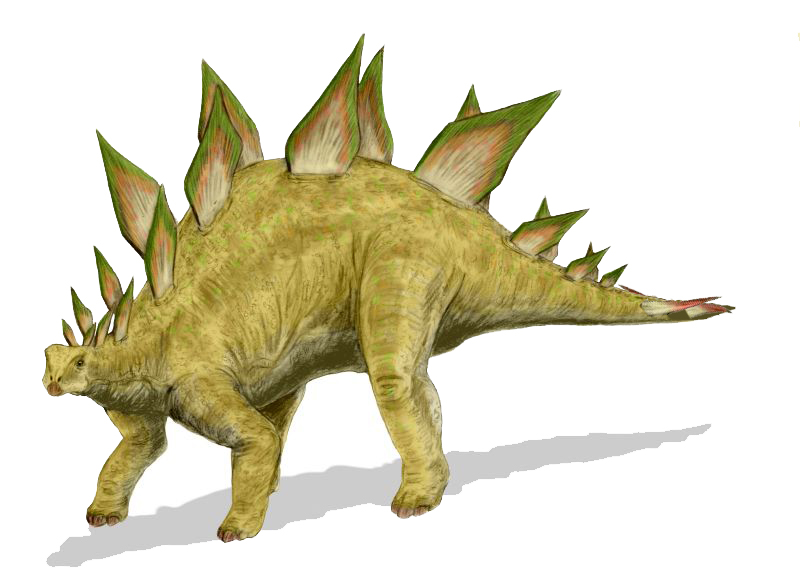
Stegosaurus
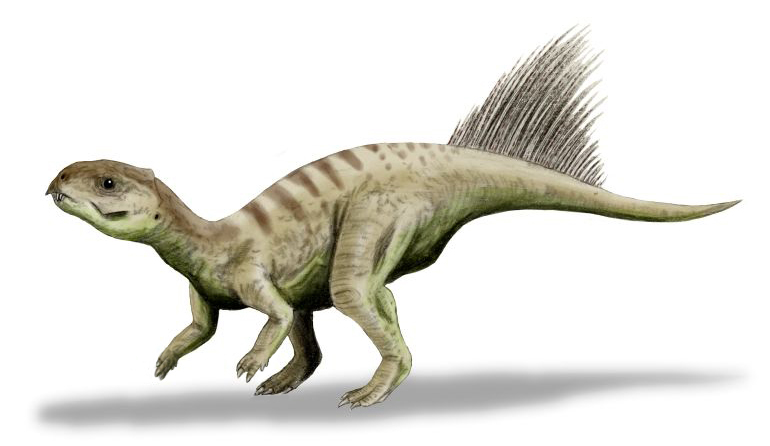
Chaoyangsaurus
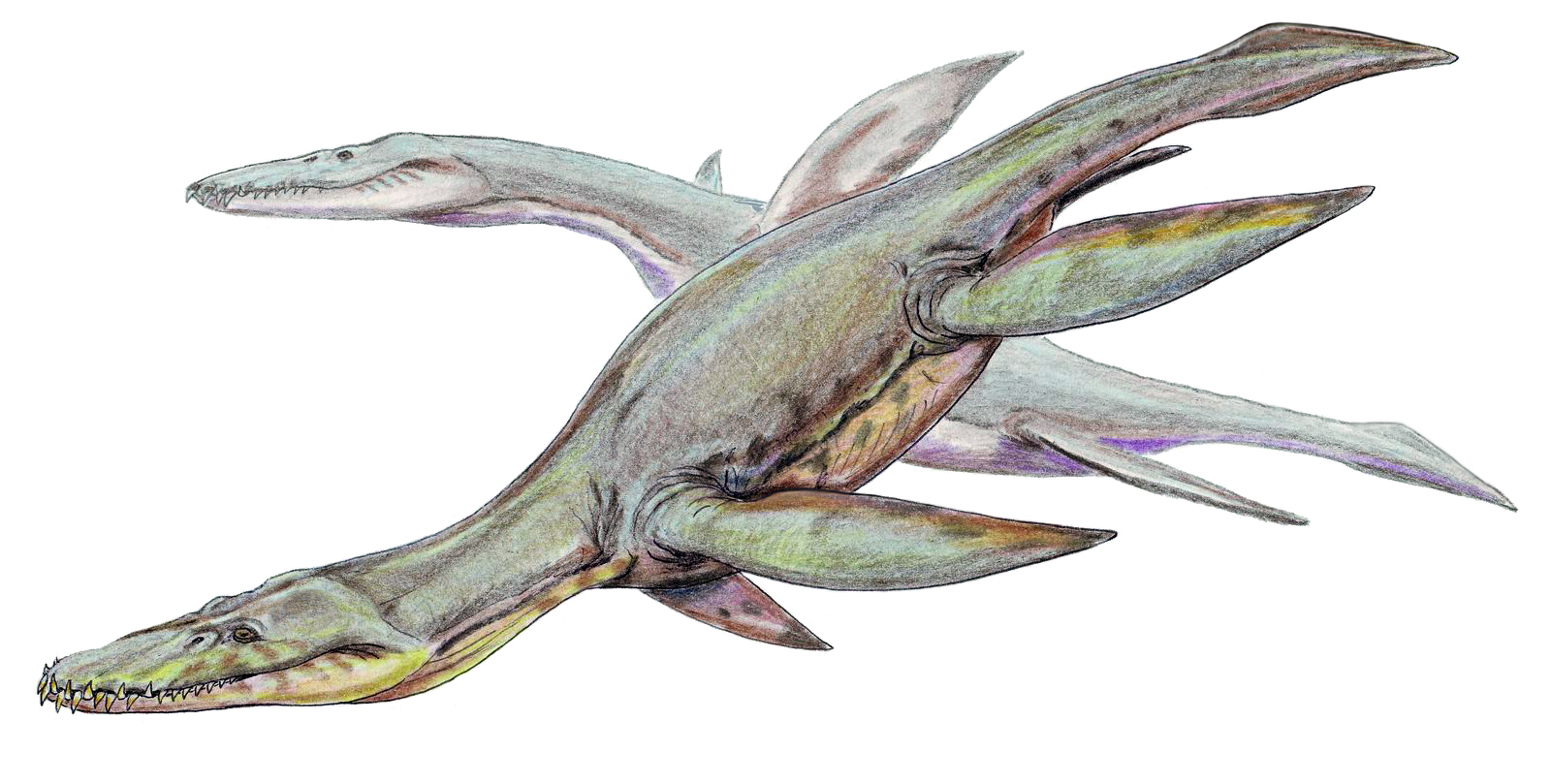
Simolestes
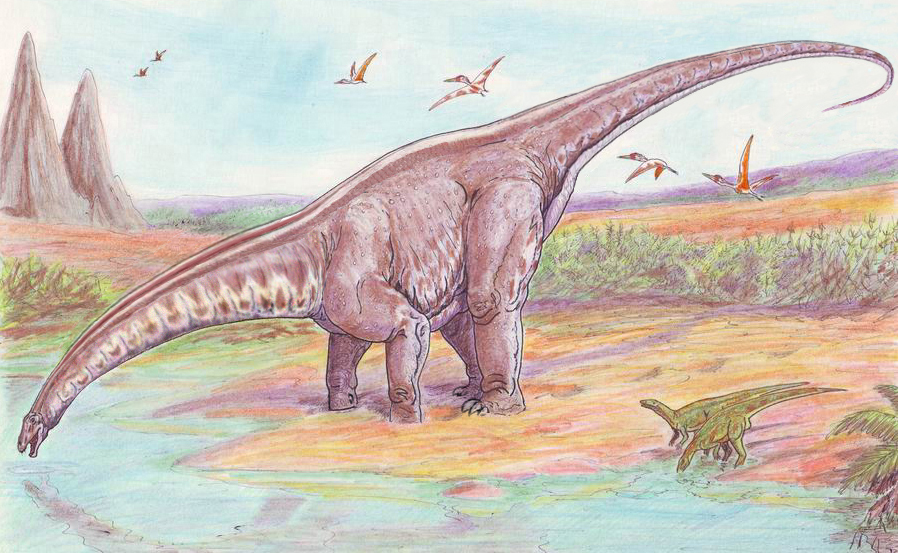
Apatosaurus